# Juanpa Zurita
Juan Pablo Martínez-Zurita Arellano (Ciudad de México, 29 de marzo de 1996),  más conocido como Juanpa Zurita, es un youtuber, celebridad de internet, modelo y actor mexicano.
Se convirtió en celebridad de internet en 2013, cuando comenzó a crear videos de comedia en la aplicación Vine. Más tarde, diversificó sus actividades publicando vlogs y otros videos de entretenimiento en la plataforma de YouTube. También con la creación de diversas campañas en favor de la ayuda humanitaria y con el salto en 2016 hacia una carrera como modelo para diferentes firmas de moda como Pull and Bear, Louis Vuitton, Dolce & Gabbana o Calvin Klein.
En el año 2015, fue elegido por primera vez «ícono del año» por la televisora MTV Latinoamérica, a partir de entonces ha sido una de las figura de la cadena, presentando los premios en el año 2017.
Por otra parte, ha participado como actor secundario en cortometrajes y series. Desde 2018, por interpretar un papel de la serie Luis Miguel.
En el año 2017 entró en la lista «Forbes 30 menores de 30», y en septiembre de 2018 fue galardonado en la categoría «internacional» de los Premios Streamy.

## Carrera
Zurita comenzó su carrera como creador de contenido en su cuenta de Vine, la cual atrajo a seguidores de todo el mundo. En ella realizaba contenido tanto en español como en inglés. Cuando la aplicación de Vine cerró en 2017, tenía más de 1.8 millones de seguidores, así que derivó su perfil hacia su cuenta de Instagram (donde es el hombre mexicano con más seguidores, con más de 25 millones) y creando un canal en YouTube llamado Juanpa Zurita (el cual cuenta con más de 10.5 millones de suscriptores) donde sus contenidos son casi exclusivamente en español.
Como resultado de su popularidad en internet, dio el salto al mundo de la moda, donde comenzó como modelo en el año 2016, siendo la imagen frecuente de la firma Pull&Bear en sus eventos, como modelo y como artista invitado en las aperturas de las nuevas sedes de la marca de Inditex o en el lanzamiento de nuevas colecciones de ropa masculina. Posteriormente, en octubre de ese mismo año, sería fotografiado para promocionar Calvin Klein en México. En 2017 colaboró en el desfile de moda de París con Louis Vuitton y desfiló para Dolce & Gabbana en la pasarela de la Fashion Week de Milán y ese mismo año apareció en la portada de GQ Italia (julio-agosto de 2017) con Luka Sabbat, Austin Mahone y Rafferty Law.
En mayo del 2017 la multinacional de entretenimiento Netflix, anunció que realizaría una serie sobre la vida de Luis Miguel, en ella, Juanpa Zurita sería uno de los actores del reparto, encarnando a Alex, el hermano del cantante.
Fue elegido para presentar la 5ª ceremonia de entrega de premios MTV Millennial Awards el 3 de junio de 2017, junto con Lele Pons, en el Palacio de los Deportes de la Ciudad de México. La ceremonia, fue organizada y transmitida por MTV Latin America, en ella, Zurita fue elegido como «Ícono del Año».
Durante el 2017, ha sido invitado a diferentes conferencias en diferentes lugares, como Boston, la Universidad de Oxford o la Universidad de Harvard. Ese mismo año fue anunciado que entraba en la lista Forbes 30 menores de 30. En el año 2018 fue uno de los invitados al Foro Económico Mundial.
En marzo de 2018, se convirtió en uno de los socios de la marca mexicana de moda alternativa Acapella y llegó a un acuerdo con la firma de accesorios española Hawkers.
El 9 de junio de 2020 lanzó en la plataforma de YouTube el documental de YouTube Originals; «Aislados: Un Documental en Cuarentena» junto con Luisito Comunica. Una serie documental realizado en tiempos de cuarentena y contada por personas a través del mundo, que nos enseña la realidad del mundo lidiando con la pandemia del COVID-19.
De acuerdo con algunos medios de comunicación, Juan Pablo Zurita supera o está cerca del millón de dólares anuales.
En el mes de mayo del 2021 mediante un video de YouTube en su canal principal se dio a conocer que lanzó su marca de agua Water People, agua embotellada directamente del manantial.

## Otras actividades
En marzo de 2017, Zurita creó un grupo de ayuda humanitaria y junto con Chakabars, Jérôme Jarre, Casey Neistat y Ben Stiller, llevaron a cabo una campaña contra el hambre en Somalia. El movimiento, llamado Love Army For Somalia, recaudó más de 2 millones de dólares. En mayo de ese mismo año, Juan Pablo Zurita viajó hasta Somalia en un avión prestado por Turkish Airlines, para distribuir los alimentos comprados con el dinero recaudado por Love Army a las familias somalíes.
También llevó a cabo una acción humanitaria similar en septiembre de 2017 llamada Love Army Mexico para ayudar a las víctimas del terremoto que golpeó México, principalmente en el estado de Chiapas. En este caso volvió a contar con el apoyo de Ben Stiller.

## Filmografía
| Año       | Título                                    | Rol                     | Categoría           | Ref.                        |
| --------- | ----------------------------------------- | ----------------------- | ------------------- | --------------------------- |
| 2025      | Manes                                     | Rodrigo de Regil        | Serie web           | [ 37 ]                      |
| 2024      | Carpe DM con Juanpa                       | Él mismo                | Serie documental    | [ 38 ]                      |
| 2023      | ¿Quieres ser mi hijo?                     | Javier                  | Película            | [ 39 ]                      |
| 2022      | 13:14 El reto de ayudar                   | Él mismo                | Documental          | [ 40 ]                      |
| 2022      | El perro samurái: la leyenda de Kakamucho | Hank (doblaje)          | Película animada    | [ 41 ]                      |
| 2022      | Juanpa + Chef                             | Él mismo                | Reality Shows       | [ 42 ]                      |
| 2020-2024 | ¿Quién es la máscara?                     | Él mismo (investigador) | Reality Shows       | [ 42 ] [ 43 ] [ 44 ] [ 45 ] |
| 2020      | Pequeños gigantes                         | Él mismo (juez)         | Reality Shows       |                             |
| 2020      | Aislados: Un Documental en Cuarentena     | Director                | Serie documental    |                             |
| 2018-2021 | Luis Miguel                               | Alejandro Basteri       | Serie               | [ 21 ]                      |
| 2018      | Airplane Mode                             | Él mismo                | Películas           | [ 46 ]                      |
| 2017      | Alexander IRL                             | Gurú de Fiesta          | Películas           | [ 47 ]                      |
| 2017      | Fight of the Living Dead                  | Él mismo                | Serie de Televisión | [ 48 ]                      |
| 2017      | Anitta & J Balvin - Downtown              | Él mismo                | Videoclip           | [ 49 ]                      |
| 2017      | Next Top Model                            | Juanpa                  | Cortometrajes       | [ 50 ]                      |
| 2016      | El último chisme de Derbez                | Él mismo                | Cortometrajes       | [ 51 ]                      |
| 2016      | My Big Fat Hispanic Family                | Juanpa                  | Cortometrajes       | [ 52 ]                      |
| 2015      | Camino de Estupideces                     | Él mismo                | Serie de Televisión | [ 53 ]                      |

## Reconocimientos
| Ceremonia                  | Año  | Categoría                                                       | Resultado | Ref.   |
| -------------------------- | ---- | --------------------------------------------------------------- | --------- | ------ |
| Eliot Awards               | 2015 | Viner del año                                                   | Nominado  | [ 54 ] |
| Eliot Awards               | 2016 | Influencer del año                                              | Ganador   | [ 54 ] |
| Kids' Choice Awards        | 2017 | Estrella latina favorita                                        | Nominado  | [ 55 ] |
| Kids' Choice Awards México | 2020 | Inspiración del año (con Luisito Comunica)                      | Nominado  | [ 56 ] |
| Kids' Choice Awards México | 2024 | Trayectoria                                                     | Ganador   | [ 57 ] |
| Melty Future Awards        | 2016 | Cool is everywhere México                                       | Ganador   | [ 58 ] |
| MTV Millennial Awards      | 2015 | Icono Digital del año                                           | Ganador   | [ 59 ] |
| MTV Millennial Awards      | 2015 | Viner del año                                                   | Ganador   | [ 59 ] |
| MTV Millennial Awards      | 2016 | Icono Digital del año                                           | Nominado  | [ 60 ] |
| MTV Millennial Awards      | 2016 | Snapchatter Mexicano del Año                                    | Ganador   | [ 60 ] |
| MTV Millennial Awards      | 2016 | Mejor actuación en App                                          | Ganador   | [ 60 ] |
| MTV Millennial Awards      | 2017 | Icono Digital del año                                           | Ganador   | [ 61 ] |
| MTV Millennial Awards      | 2017 | Mejor colaboración en YouTube (con Lele Pons y Anwar Jibawi)    | Nominado  | [ 61 ] |
| MTV Millennial Awards      | 2017 | Mejor colaboración en YouTube (con Julián Serrano y Mario Ruiz) | Nominado  | [ 61 ] |
| MTV Millennial Awards      | 2017 | Instagrammer Mexicano del año                                   | Nominado  | [ 61 ] |
| MTV Millennial Awards      | 2018 | Agente de Cambio                                                | Ganador   | [ 62 ] |
| MTV Millennial Awards      | 2021 | Storiador Miaw                                                  | Nominado  | [ 63 ] |
| MTV Millennial Awards      | 2022 | Amo del Podcast                                                 | Nominado  | [ 64 ] |
| Premios GQ México          | 2016 | Hombre del año                                                  | Ganador   | [ 65 ] |
| Premios Juventud           | 2016 | 6 segundos de fama                                              | Nominado  | [ 66 ] |
| Premios Juventud           | 2019 | Living Your Best Life                                           | Ganador   | [ 67 ] |
| Premios Juventud           | 2019 | Dos son mejores que uno (con Rudy Mancuso)                      | Nominado  | [ 67 ] |
| Premios Juventud           | 2020 | Triple amenaza                                                  | Ganador   | [ 68 ] |
| Premios Juventud           | 2020 | Dos son mejores que uno                                         | Ganador   | [ 68 ] |
| Premios Juventud           | 2022 | Pareja poderosa (redes sociales) (con Macarena Achaga)          | Nominado  | [ 69 ] |
| Premios Juventud           | 2022 | Agente de Cambio                                                | Ganador   | [ 69 ] |
| Premios Shorty             | 2018 | Estrella de YouTube                                             | Nominado  | [ 70 ] |
| Premios Steamy             | 2017 | Internacional                                                   | Ganador   | [ 71 ] |

## Obras
- — (2016). El estúpido libro. Grupo Planeta. ISBN 6070732944. OCLC 956351685.